# Stos (macOS)
Stosy (ang. stacks) – sposób prezentacji zawartości folderu w Dock systemu macOS. Uwzględniają, w zależności od rozdzielczości ekranu, od kilku, do kilkunastu ostatnio utworzonych plików w folderze.
Na nowo zainstalowanym systemie macOS, jako stos widoczny jest folder Dokumenty oraz Pobrane rzeczy.

## Tworzenie stosu
Aby utworzyć stos, należy przeciągnąć katalog na prawą część systemowego Dock (po separatorze), między ikonami aplikacji a koszem.